# Franz Seume
Franz Seume (* 14. Mai 1903 in Potsdam; † 29. September 1982) war ein deutscher Politiker (SPD, später CDU).

## Leben
Seume wurde 1939 in Berlin zum Dr. jur. promoviert. Vom 15. Oktober 1957 bis zum 22. September 1972 war er für vier Wahlperioden Mitglied des Deutschen Bundestages. Seine Wahl erfolgte über die Landesliste der Fraktion der SPD in West-Berlin. Seit dem 2. März 1972 war er fraktionsloser Abgeordneter, ab dem 17. März 1972 gehörte er der CDU/CSU-Fraktion als Gast an.
Im Januar 1972 wurden die beiden SPD-Bundestagsabgeordneten Seume und Willy Bartsch in Presseberichten des Stern, des Spiegel und der Frankfurter Rundschau als jene „Verräter“ enthüllt, die Springer mit seinem internen Nachrichtendienst (ASD) „seit Jahren“ mit geheimen Informationen und Dokumenten über die Ostpolitik versorgten. Der Springer-Journalist Johannes Otto wusste als Leiter des ASD dadurch über die Politik Willy Brandts und Egon Bahrs oftmals aus den SPD-Sitzungen Bescheid.  In den folgenden Monaten 1972 informierte das SPD-Mitglied Wolfgang Göbel die Bundesregierung „fortlaufend über Vorgänge im ASD“ – ohne dass man im ASD und Otto etwas davon ahnte.

## Ehrungen
- 1973: Großes Verdienstkreuz der Bundesrepublik Deutschland[3]